# 高固 (唐)
高 固（こう こ、生年不詳 - 809年）は、唐代の軍人。本貫は徳州蓨県。

## 経歴
安東都護の高侃の玄孫にあたる。卑賎の身分に生まれて、幼くしてその叔父に売られ、転々として渾瑊の家奴となり、黄芩と呼ばれた。聡明で膂力にすぐれ、騎射を得意とし、『春秋左氏伝』を読むのを好んだ。渾瑊に愛されて、自分の子のように養われ、乳母の娘を妻に迎えた。固と名乗るようになったが、これは『春秋左氏伝』の高固の名を取ったものである。
高固は若くして渾瑊に従って朔方で従軍した。建中4年（783年）、徳宗が奉天に避難したとき、高固はなおも渾瑊の麾下にあった。朱泚の兵が東壅門に突入してくると、高固は精鋭の兵士を率いて長刀を振るい、数十人の反乱兵を斬った。車を引いて門の扉を塞いだため、反乱兵は退去した。功により高固は渤海郡王に封じられた。興元元年（784年）、李懐光が叛くと、徳宗はさらに梁州に避難した。邠寧留後の張昕が李懐光の命を受けて将士1万人あまりを選抜し、河中府の援軍に向かわせようとした。高固はこのとき軍中にいたため、張昕の帳中に突入し、張昕を斬首してそのことを告げてまわった。検校右散騎常侍・前軍兵馬使となった。貞元17年（801年）、邠寧節度使の楊朝晟が死去すると、高固は邠州刺史となり、御史大夫・邠寧節度使を兼ねた。貞元21年（805年）、順宗が即位すると、高固は検校礼部尚書を加えられた。憲宗のとき、検校尚書右僕射に進んだ。数年して節度使を交代し、入朝して統軍となり、検校尚書左僕射に転じ、右羽林軍統軍を兼ねた。元和4年（809年）7月、死去した。陝州大都督の位を追贈された。

## 伝記資料
- 『旧唐書』巻152 列伝第102
- 『新唐書』巻170 列伝第95